# 1988-as US Open (tenisz)
Az 1988-as US Open az év negyedik Grand Slam-tornája volt. A US Open teniszbajnokságot ebben az évben 108. alkalommal rendezték meg augusztus 29–szeptember 11. között.
A férfiaknál a svéd Mats Wilander ezzel az első és egyetlen US Open címével hetedik, egyben utolsó Grand Slam-tornagyőzelmét aratta. A nőknél a német Steffi Graf szintén első US Open címét megszerezve ötödik Grand Slam-tornáját nyerve az open érában Margaret Court után második nőként érte el a naptári éven belüli Grand Slamet, és egyben az egyetlen versenyző a férfiakat és a nőket is beleszámítva, akinek a Golden Slam is sikerült, tekintve, hogy az 1988-as szöuli olimpián is megszerezte az aranyérmet.

## Döntők

### Férfi egyes
Mats Wilander -   Ivan Lendl, 6–4, 4–6, 6–3, 5–7, 6–4

### Női egyes
Steffi Graf -  Gabriela Sabatini, 6–3, 3–6, 6–1

### Férfi páros
Sergio Casal /  Emilio Sánchez -  Rick Leach /  Jim Pugh, játék nélkül

### Női páros
Gigi Fernández /  Robin White -  Patty Fendick /  Jill Hetherington,  6–4, 6–1

### Vegyes páros
Jana Novotná /  Jim Pugh -  Elizabeth Smylie /  Patrick McEnroe, 7–5, 6–3

## Juniorok

### Fiú egyéni
Nicolás Pereira –  Nicklas Kulti 6–1, 6–2

### Lány egyéni
Carrie Cunningham –  Rachel McQuillan 7–5, 6–3

### Fiú páros
Jonathan Stark /  John Yancey –  Massimo Boscatto /  Stefano Pescosolido 7–6, 7–5

### Lány páros
Meredith McGrath /  Kimberly Po –  Cathy Caverzasio /  Laura Lapi 6–3, 6–1